# Sathyabhama Das Biju
Sathyabhama Das Biju (mayo de 1963) es un zoólogo,  biólogo de anfibios, conservacionista de vida silvestre indio, y jefe del Laboratorio de Sistemática, del Departamento de Estudios Ambientales, en la Universidad de Delhi. Es apodado como el "hombre rana de la India" por los medios de comunicación por su pasión por las ranas. y por traer nueva fascinación por los anfibios indios. En una reciente entrevista con Sanctuary Asia, fue presentado como "uno de los expertos anfibios más importantes del mundo".
En 2010, Biju, en colaboración con instituciones nacionales e internacionales, lanzó el programa nacional ¡Perdidos! Anfibios de la India una campaña para redescubrir especies que se cree que están extintas. En 2006, estableció el Laboratorio de Sistemática en la Universidad de Delhi, para reunir y formar jóvenes investigadores en el campo de la herpetología.

## Biografía
Nacido y criado en la zona rural de Kerala, cerca de la ciudad de Kadakkal, Biju no recibió una educación escolar formal adecuada.
En 1987, completó su maestría en botánica por la Universidad de Kerala; y, en 1999 obtuvo su primer Ph.D. en sistemática vegetal por la Universidad de Calicut. De 1992 a 2003, fue científico en la Jardín Botánico Tropical e Instituto de Investigación Jawaharlal Nehru, de Kerala (antes Jardín Botánico Tropical e Instituto de Investigación) (TBGRI) y durante su breve período como sistematólogo vegetal, publicó siete nuevas especies de plantas, resolvió problemas taxonómicos y sistemáticos de larga data de las plantas que pertenecen a las familias Convolvulaceae y Rubiaceae, además de publicar varios artículos de investigación y libros sobre plantas.

## Investigaciones con anfibios
Biju se fascinó cada vez más con las ranas que fue encontrando durante las varias expediciones de campo que realizó en los Ghats occidentales en busca de plantas. Para poder explorar completamente el mundo de los anfibios, Biju finalmente abandonó su investigación en ciencia botánica, en el 2000 y se unió a al francés Franky Bossuyt en el Laboratorio de evolución de anfibios, de la Vrije Universiteit Brussel obteniendo su segundo Ph.D., esta vez en sistemática de anfibios.
En menos de una década de su carrera profesional como taxónomo de anfibios, los esfuerzos de Biju ya han arrojado más de 100 nuevas especies y ha descrito formalmente 96 nuevas especies, ocho nuevos géneros y dos nuevas familias de anfibios.
Destacados entre sus descubrimientos son los completamente nuevos y famosos Nasikabatrachus sahyadrensis (rana púrpura) de la familia Nasikabatrachidae, nativa de los Ghats occidentales de India; y, publicados en la revista Nature Este descubrimiento fue anunciado como el hallazgo de una vez en un siglo; debido a que la última vez, que se describió una nueva familia de anfibios, había sido casi cien años atrás. Su segundo descubrimiento de una nueva familia de anfibios fue en 2012, la Chikilidae, que son chikilidos, y publicado en la revista Proceedings of the Royal Society, Series B. Este descubrimiento fue llamado el "descubrimiento del año"; y, también como "otro descubrimiento científico gigante". Ambos de tales descubrimientos de linajes antiguos (ambas familias con cerca de 140 millones de años) arrojó luz significativa sobre la historia [biogeográfica] de la Tierra, en particular la del Gondwana, y al comprender los patrones de distribución continental actuales de los organismos, ya que los parientes más cercanos de la rana púrpura viven a 3.000 km a través del océano Índico en Seychelles, y, el de los chikilidos se encuentra a 7.000 km en África. Entre sus nuevos descubrimientos de especies se destacan la primera rana de dosel de la India Raorchestes nerostgona; y el tetrápodo más pequeño de la India Nyctibatrachus minimus, una rana cuyos adultos no crecen más de 10 mm; y Nasikabatrachus sahyadrensis, la afamada rana púrpura.
Un aspecto crítico del trabajo de Biju, ha sido la combinación de técnicas moleculares con enfoques tradicionales. a la par con la práctica internacional en investigación de anfibios . Sus esfuerzos han resuelto problemas taxonómicos y sistemáticos de larga data y confusiones en grupos de anfibios difíciles: las ranas arbustivas Philautus y las ranas nocturnas Nyctibatrachus.
El incansable esfuerzo de Biju llevó a los anfibios indios a la atención mundial. Así, el mundo se sorprendió al ver una rana en la portada de una gran revista de macroeconomía y negocios, The Economist, Londres.

## Carrera como conservacionista
La preocupación de Biju por la conservación de los anfibios que se extinguen rápidamente, el grupo vertebrado más amenazado del mundo le llevó a la creación de dos importantes iniciativas de conservación en la India: la Red de Áreas Protegidas de Anfibios Amenazados de los Ghats Occidentales (WNPATA), una red para individuos e instituciones que trabajan con anfibios en los Ghats Occidentales. En colaboración con instituciones e individuos nacionales e internacionales, Biju lanzó una campaña nacional única llamada "Los Anfibios Perdidos de la India" (LAI, por su acrónimo en inglés) para redescubrir especies "perdidas" que no han sido avistadas, con vida durante dos siglos desde que fueron descubiertas y descritas originalmente. La característica única de LAI es la participación de la sociedad civil, incluidos estudiantes, miembros de ONG y otros especialistas no anfibios en iniciativas de conservación; y, tiene enormes implicaciones en la conservación de anfibios. LAI tiene más de 600 miembros del equipo y ha realizado cerca de 42 expediciones de campo.

## Obra

### Algunas publicaciones
Biju ha publicado extensamente en revistas académicas de alto factor de impacto y prestigiosas, tales como Nature, Science, Zoological Journal of the Linnean Society, Proceedings of the National Academy of Sciences, Proceedings of the Royal Society, y ha escrito libros sobre plantas y anfibios.

## Honores

### Galardones
- 2011: Biju fue receptor del Galardón Sanctuary Wildlife Service[17] por su "extraordinaria pasión con la que lidera para descubrir varias nuevas especies",[17]

- 2008: la IUCN reconoció su "extrema dedicación descubriendo y conservando la fauna de anfibios en riesgo de extinción "confiriéndole la Medalla de Oro Sabin.[2]

### Eponimia
En reconocimiento a su destacada contribución a la moderna sistemática de anfibios de la India, los científicos nombraron una rana en su honor Polypedates bijui.

## Abreviatura (zoología)
La abreviatura Biju  se emplea para indicar a Sathyabhama Das Biju como autoridad en la descripción y taxonomía en zoología.

- Datos: Q3473940
- Multimedia: Sathyabhama Das Biju / Q3473940
- Especies: Sathyabhama Das Biju